# Jan Uri
Jan Uri (Assen, 15 oktober 1888 - Amstelveen, 28 juni 1979) was een Nederlandse schilder en graficus.

## Leven en werk
Uri werd geboren in Assen als zoon van Hendrik Uri en Grietje de Vries. Hij studeerde in Amsterdam en was leerling van Harm Ellens, Tiete van der Laars en George Sturm. Hij werd na zijn studie leraar aan de Dagteekenschool voor Meisjes in Amsterdam en na de Tweede Wereldoorlog aan het Instituut voor Kunstnijverheidsonderwijs. Hij gaf les aan onder anderen Edgar Fernhout. Louise Boom, Leo Glans, Ro Mogendorff en Gerarda Rueter. Uri schilderde met name landschappen.